# (314159) Mattparker
(314159) Mattparker ist ein Asteroid des Hauptgürtels, der am 16. März 2005 am Mount-Lemmon-Observatorium während der Mount Lemmon Survey entdeckt wurde.
Der Asteroid wurde am 15. August 2024 nach dem australischen Autor und Mathematiker Matt Parker benannt, in Anerkennung für die Popularisierung der Mathematik durch seinen YouTube-Kanal „Stand-up Maths“ und seine jährlichen Pi-day challenges am 14. März. Bei diesen Herausforderungen werden Nachkommastellen der Kreiszahl {\displaystyle \pi } unter Beteiligung vieler Freiwilliger per Hand nachgerechnet. Die Identifikationsnummer des Asteroiden umfasst die Kreiszahl selber bis zur fünften Nachkommastelle. Zudem handelt es sich bei 314.159 auch um eine Primzahl.